# Кривая Лука (водохранилище)
Кривая Лука — водохранилище в Черноярском районе Астраханской области, расположенное в 11 км западнее села Чёрный Яр в бывшем древнем русле Волги. Площадь — 1,58 км².
Находится в ведении Черноярского филиала ФГУ «Управление „Астраханмелиоводхоз“». Входит в состав Калмыцко-Астраханской рисовой оросительной системы, является искусственно созданным поверхностным водным объектом, и числится в «Каталоге водопользования к Государственному водному кадастру по водохозяйственным участкам бассейна р. Волги» Минводхоза СССР, тип — наливное, назначение — орошение земель и обводнение пастбищ. Водохранилище является искусственным мелиоративным объектом, не имеет связи с естественными водотоками. Водоснабжение осуществляется из реки Волга с помощью двух плавучих насосных станций. Забор из водохранилища осуществляется также насосными станциями. Одним из разрешённых видов деятельности является разведение рыбы в мелиоративных и рыбохозяйственных водоёмах. Производятся работы по зарыблению водоема ценными породами рыб с целью повышения его рыбопродуктивности. Водохранилище находится в степной зоне, подъездные пути с твёрдым покрытием к нему отсутствуют, водоём имеет производственное назначение и организованные зоны отдыха на нём не предусмотрены.
По могильникам в районе Кривой Луки получила название посткатакомбная криволуцкая культурная группа финала средней бронзы.